# François Ciccolini
François Ciccolini (Cozzano, 3 giugno 1962) è un allenatore di calcio ed ex calciatore francese, di ruolo attaccante.

## Carriera

### Giocatore
Da giocatore ha militato quasi sempre in Corsica, nel Gazélec Ajaccio e nel Bastia, per poi concludere la carriera di calciatore nelle file del Porto Vecchio, nella divisione regionale corsa, nel 2000.

### Allenatore
Dal 1999 al 2001 allena il Porto Vecchio, quindi, nel 2002, diventa allenatore delle giovanili del Bastia e nel 2004 della prima squadra, sostituendo l'esonerato Gérard Gili.
Nel 2008-2009 allena il Red Star, nella quarta divisione francese, poi passa ad allenare le giovanili del Monaco. Dopo aver guidato le giovanili dei monegaschi fino al 2011, compie una prima esperienza all'estero, allenando il Neuchâtel Xamax in Super League, la massima serie svizzera.
Dopo una pausa di tre anni, nel 2014 torna ad allenare, assumendo la guida degli algerini della JS Kabylie, squadra della massima serie nazionale. La sua esperienza in Algeria dura solo due mesi.
Il 26 gennaio 2016 diventa il nuovo allenatore del Bastia, sostituendo l'esonerato Ghislain Printant e tornando dunque a guidare la squadra corsa dopo undici anni. Il 21 aprile successivo rinnova il proprio contratto fino a giugno del 2018. Nella stagione 2016-2017, il 20 gennaio 2017, si rende protagonista di un grave episodio, insultando ripetutamente Mario Balotelli al momento di rientrare negli spogliatoi dopo la partita Bastia-Nizza; sosterrà di essersi difeso, avendo ricevuto insulti rivolti alla madre dal calciatore italiano. Il 27 febbraio 2017 viene esonoerato dal Bastia, dopo aver vinto solo 5 partite su 26, lasciando quindi la squadra al penultimo posto in classifica.
Assunto dal Laval, nella terza serie francese, nell'agosto 2018 viene squalificato per cinque mesi, poi ridotti a tre, per aver minacciato un giornalista di Radio France. Nel febbraio 2019 lascia la squadra di comune accordo con la società. Nel giugno 2019 firma un contratto biennale con il Gazélec Ajaccio, appena retrocesso in terza serie. Nel maggio 2020, dopo essere retrocesso in quarta divisione, viene esonerato.
Nel novembre 2020 torna in Algeria per allenare l'USM Alger. Dopo aver perso per 2-1 all'esordio contro il CR Belouizdad in Supercoppa d'Algeria, viene sollevato dall'incarico per aver "mancato di rispetto agli ufficiali governativi", essendosi rifiutato di ricevere la medaglia d'argento dal primo ministro algerino Abdelaziz Djerad.